# فيلق من الميت (فلم)
فيلق من الميت (بالإنجليزية: Legion of the Dead) هو فلم مغامرة تم إنتاجه في المملكة المتحدة.